# Erzsébet tér (Miskolc)
Az Erzsébet tér (korábban: Papmalom tér, Fürdő tér, Szabadság tér) egy tér Miskolc belvárosában. A Széchenyi utca („Főutca”) és az Avasalja között húzódik, egy utcánál alig szélesebb területen. A tér jelentősebb épületei közé tartoznak az Erzsébet fürdő és a műemlék Arany Szarvas Gyógyszertár. Közvetlenül a szomszédságában található az avasi református templom és a Herman Ottó Múzeum egyik kiállítóépülete. Az Erzsébet téren áll Kossuth Lajos legrégebbi egész alakos köztéri szobra.
A tér kialakításában nagy szerepet játszottak az esztétikai szempontok. A főutca addig házsorok közé zárt részéről a korábban itt állt, lebontott malom helyén rálátás nyílt a zöld lombok borította Avasra és gótikus templomára, előtte pedig a Szinva patak vizére.
A Széchenyi utca, illetve a térrel közös sarokházai nagyrészt eklektikus stílusban épültek, a térnek a főutcától távolabb eső házainál azonban enyhült a stílus zárt, szabályos szigorúsága, a homlokzatok szabdaltabbá válnak, egyre természetközelibb hatást mutatva. A kötetlen, játékos hatást erősíti a fürdőépület üvegkupolája. A főutca felől nézve így a tér olyan hatást kelt, mintha ablak nyílna a természetre.

## Létrejötte
Az 1878-as árvizet követően rendeletek születtek arra, hogy a Szinvára épített malmokat lebontsák, illetve hogy a malomárkot feltöltsék. A mai tér területén álló úgynevezett Pap-malom azonban a rendelet ellenére még 1890-ben is működött. 1891-ben már komoly igényként merült fel a malom lebontásának és az idetelepült cserzőmesterek kitelepítésének igénye; ugyanebben az időben a város egy építendő közfürdőnek keresett helyet.
A tér nem a főutca, hanem a Szinva felől kezdett beépülni. A város közgyűlése Papmalom térnek nevezte el a lebontott malom helyét, később Fürdő, majd Erzsébet térnek hívták. A közfürdő kupolás épületét 1892-ben kezdték építeni, és egy év múlva már állt is az épület; vele szemben körülbelül ugyanebben az időben épült fel a Diószeghy-ház, amelynek homlokzati oldala tervezési hiba miatt nem teljesen párhuzamos a fürdőével; ezt a két épület lábazatának feltöltésével sikerült látvány szempontjából korrigálni. A szemmel észrevehetetlenül, de szűkülő tér a főutca felől nézve optikai hatásként nagyítja az Avast.
A fürdőépület és a főutca közt ekkor még úgy tervezték, fürdőparkot építenek, majd egy városi vásárcsarnok építése merült fel, de mivel emelkedtek a belvárosi telekárak, a város eladta ezt a területet, ahol így egy ház épült fel, Soltész Nagy Kálmán polgármesteré. Földszintjén a 19. század vége óta működik az Arany Szarvas Gyógyszertár.
A Diószeghy-ház és a főutca között álló pékség helyére épült fel 1894–1895 között az az épület, mely ma a Miskolci Akadémiai Bizottság székhelye. A Széchenyi utca melletti sarokház 1898-ra épült fel. Ugyanebben az évben állították fel a téren azt a szobrot, Róna József művét, mely Kossuth Lajos legelső egész alakos köztéri szobra volt az országban. A térre kiépülése után először juhar-, majd vadgesztenyefákat ültettek, de egyik sem aratott sikert, látvány szempontjából ma törekednek a kis növésű fák (például japáncseresznye) ültetésére, ami nem erősíti a szűk tér utca jellegét.
Tervezték a térnek a főutcán túlnyúló, északi irányú bővítését is. 1893-ban, a régi Korona Szálló épületének lebontásakor felmerült, hogy a telket nem építik be, hanem teret alakítanak ki rajta, ezt azonban elvetették, és már 1894-re felépült az új Korona Szálló épülete.
Az Osztrák–Magyar Monarchia írásban és képben című képes enciklopédia, amit Rudolf főherceg támogatásával és közreműködésével kezdtek el kiadni, így ír a térről a Felső-Magyarország című kötetében: „A városnak legszebb köztere az Erzsébet-fürdő-tér a Széchenyi-útcza nyugati végén, a város kellő közepén. Három oldalon palotasorok zárják, negyedik oldalát a Szinva s az ennek partjánál emelkedő Avasnak azon része zárja, a hol az ódon ref. templom áll komor méltósággal a hegy oldalán levő temető közepén, lombos fák és fenyőligetek által övezve.”
1913–1914-ben új terveket készítettek, ekkor alakítottak ki szökőkutat, a virágágyásokat és a tér világítását. A patakon túl álló Rossenwasser-házat lebontották, helyét parkosították, padokat állítottak. Ekkor már tervezték a Szinva lefedését, amire nem sokkal később sor is került, így a tér egészen az Avas aljáig terjedt. 1928-ban terv született az Avasra felmenő siklóvasút építésére, ez azonban, bár évtizedeken át foglalkoztatta a szakembereket, nem valósult meg.
Felmerült a lefedett Szinva újbóli kibontásának ötlete is, mellyel itt – akárcsak a 2005-ben átadott Szinva terasznál – a víz fontos szerepet tölthetne be a tér hangulatának kialakításában. A terv megvalósulásának első lépéseként rövid szakaszon kibontották a patakot, és 2010-ben új (a régi, egykor más helyen állt Rákóczi-híd mintájára) Erzsébet-hidat építettek felette.

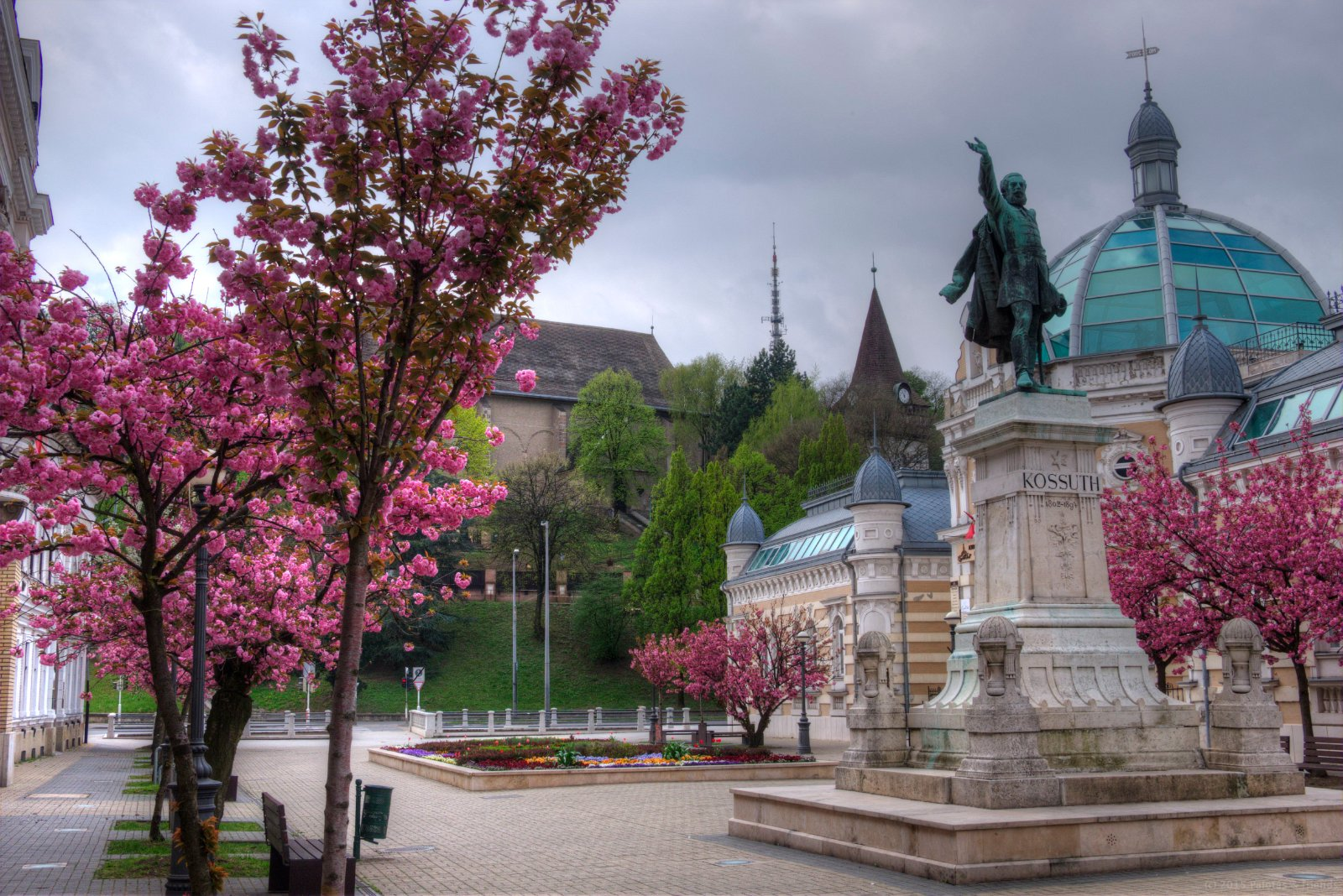
A tér, háttérben az Erzsébet fürdő kupolája
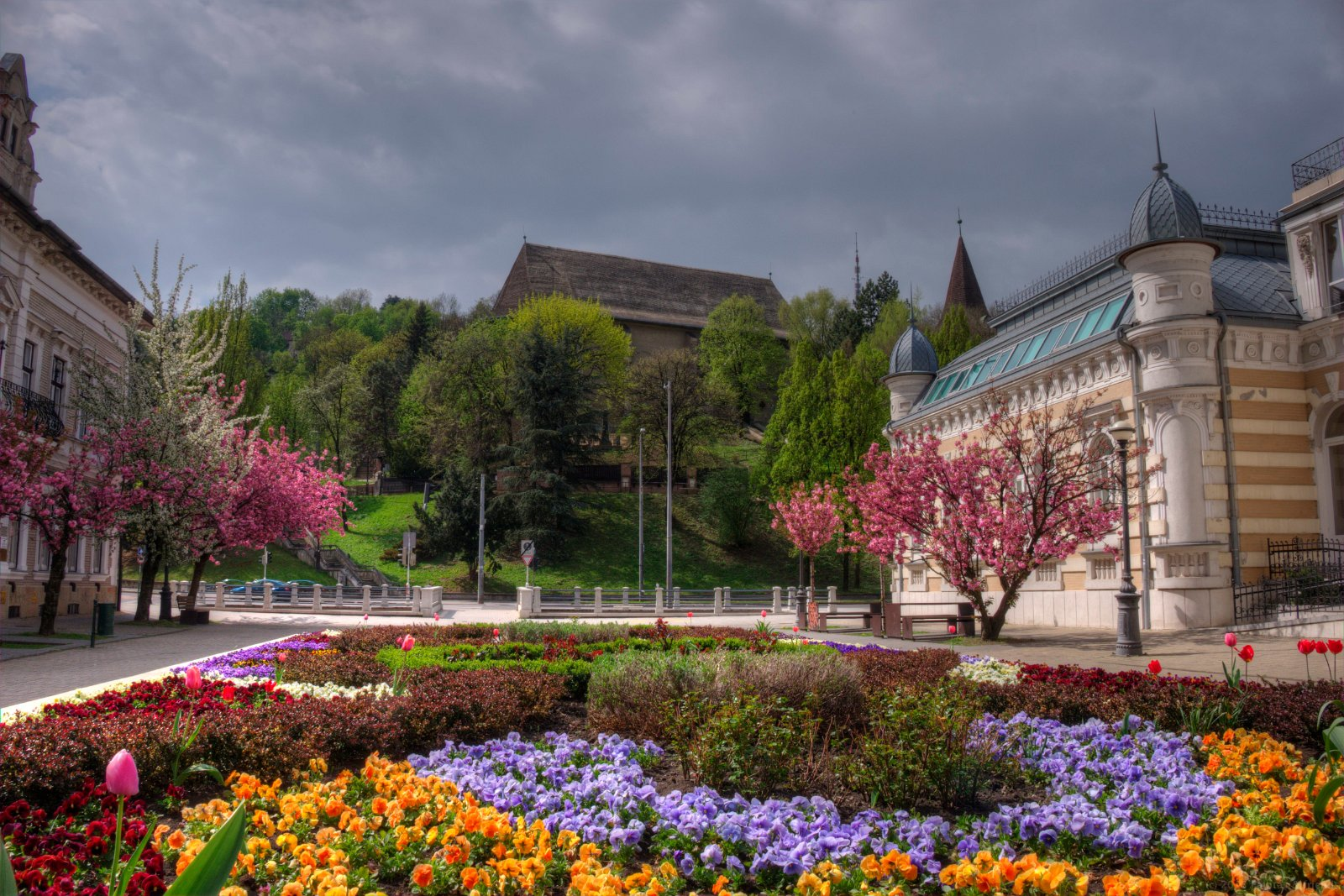
Az avasi templom a térről
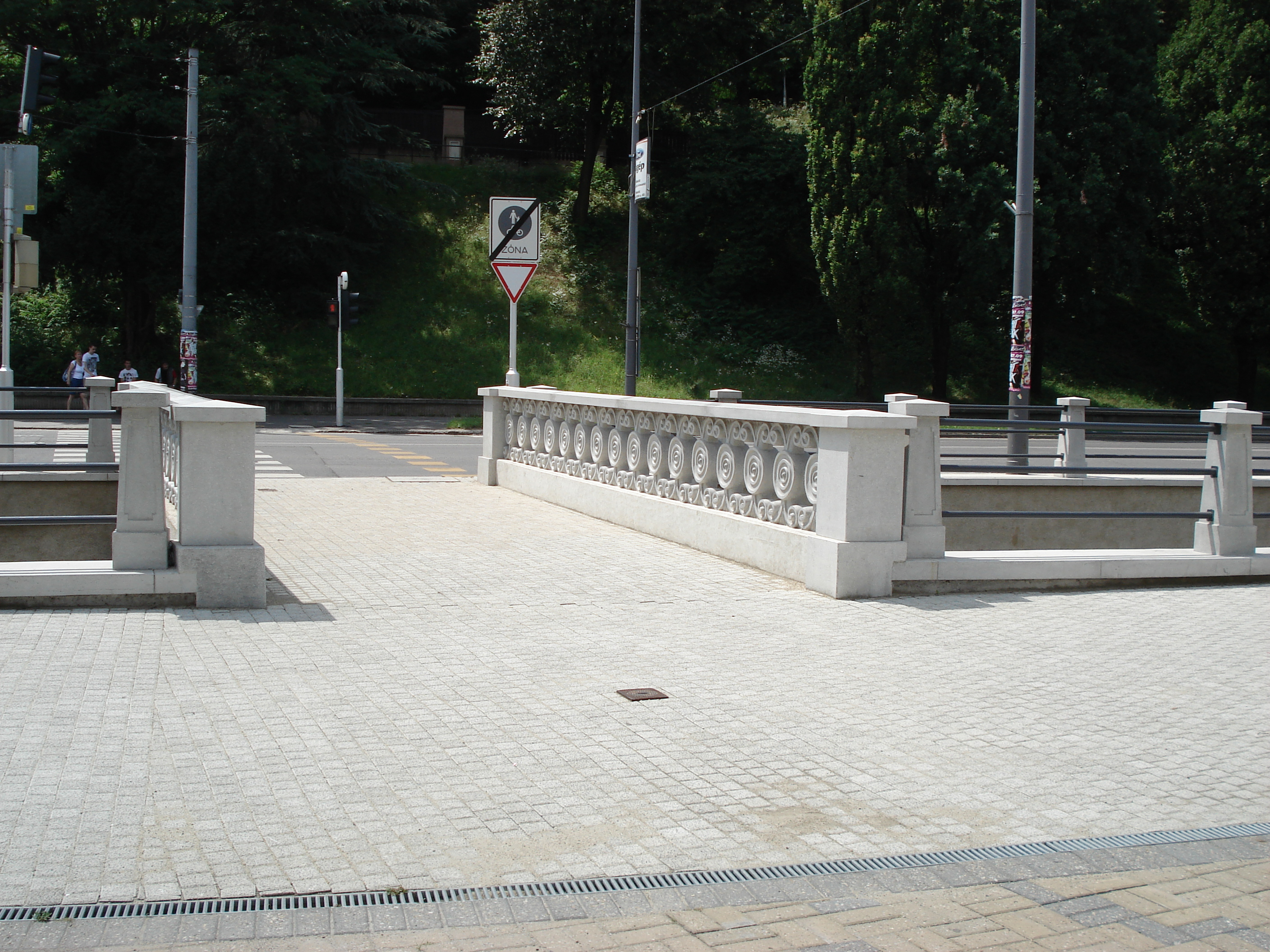
A mai Erzsébet híd

### A Kossuth-szobor
Kossuth Lajos mindössze kétszer járt Miskolcon, 1840-ben például a Három Rózsa Szállóban szállt meg, de több szál is fűzte a városhoz, száműzetése során pedig miskolci küldöttség több alkalommal is felkereste. Kossuth 1879-ben elveszítette magyar állampolgárságát, erre több magyar város is úgy reagált, hogy díszpolgárává választotta, Miskolc 1886-ban (abban az évben, amikor Ferenc József a városba látogatott). 1887-ben leleplezték Kossuth arcképét a Városházán. Miskolciak 1890-ben és 1891-ben is kérték küldöttség útján Kossuth engedélyét, hogy utcát nevezhessenek el róla, ő azonban szerényen kitért a válaszadás elől.
A szobor állításának ötlete az 1848-as forradalom kitörésének 50. évfordulóján rendezett ünnepségen merült föl, 1898. március 15-én. A közgyűlés április 12-én határozott úgy, hogy közadakozásból szobrot emeltet. Róna József szobrász (aki később Szemere Bertalan szobrát is alkotta) így nyilatkozott: „Gyermeki fantáziám alkotta már ezt meg 30 évvel ezelőtt, ifjúkori rajongásom ékesítette szépségekkel már réges-régen, amit ma mint érett művész hozzáadtam, az csak technika, csak művészi tudás.” A szobor leleplezésén jelentős politikusok mellett részt vettek a Kossuth család tagjai – Kossuth testvére, Lujza és fia, Ferenc is. A szobor Pünkösd hétfőjén történt leleplezésén jelen volt még Lévay József, Herman Ottó és Szemere Bertalan fia, Attila. A patinával bevont bronzszobor egy négy méter magas, szemcséskőből faragott talapzaton áll, amely Kiss István budapesti építész terve szerint készült.

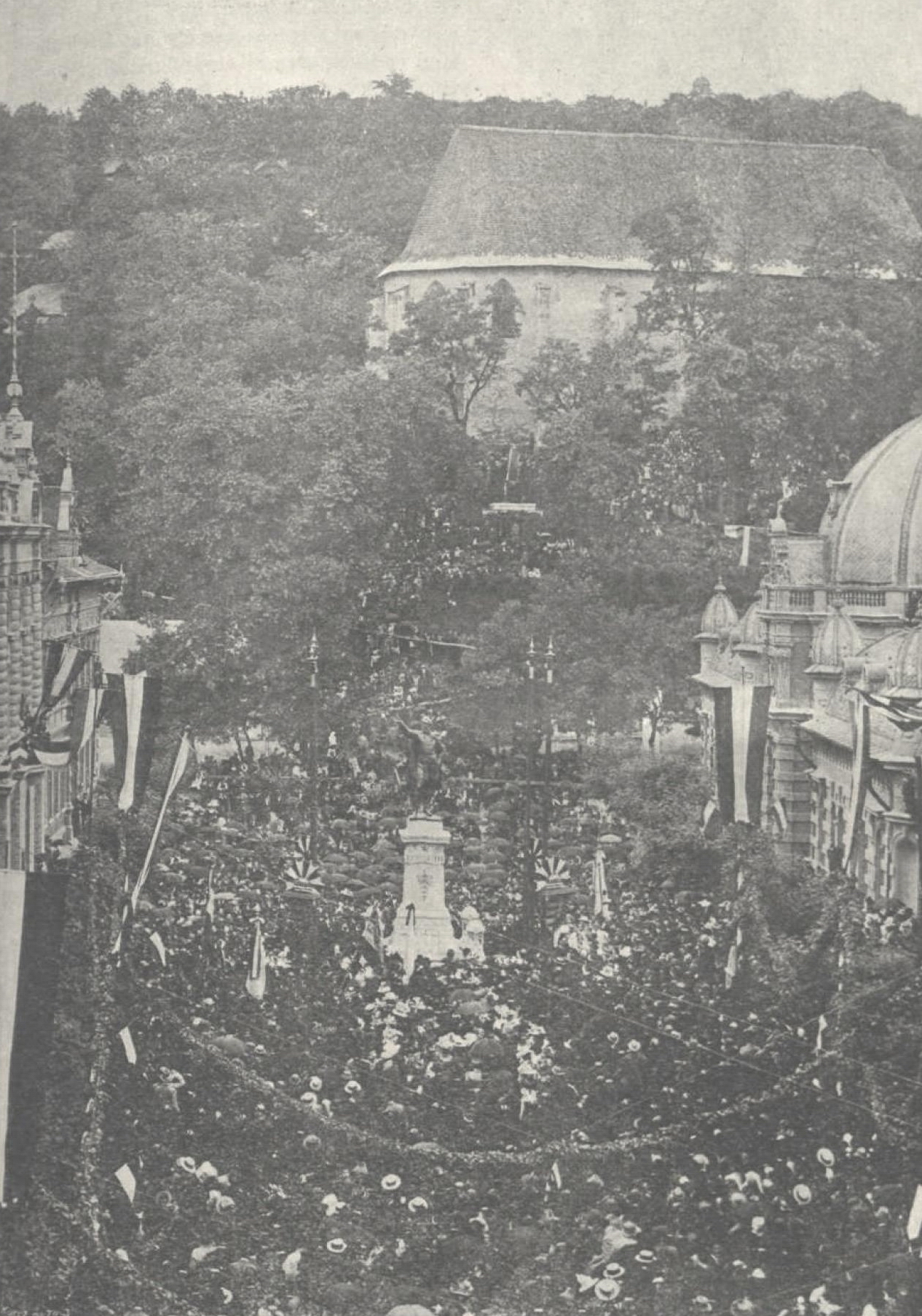
A szobor 1898-as felavatása
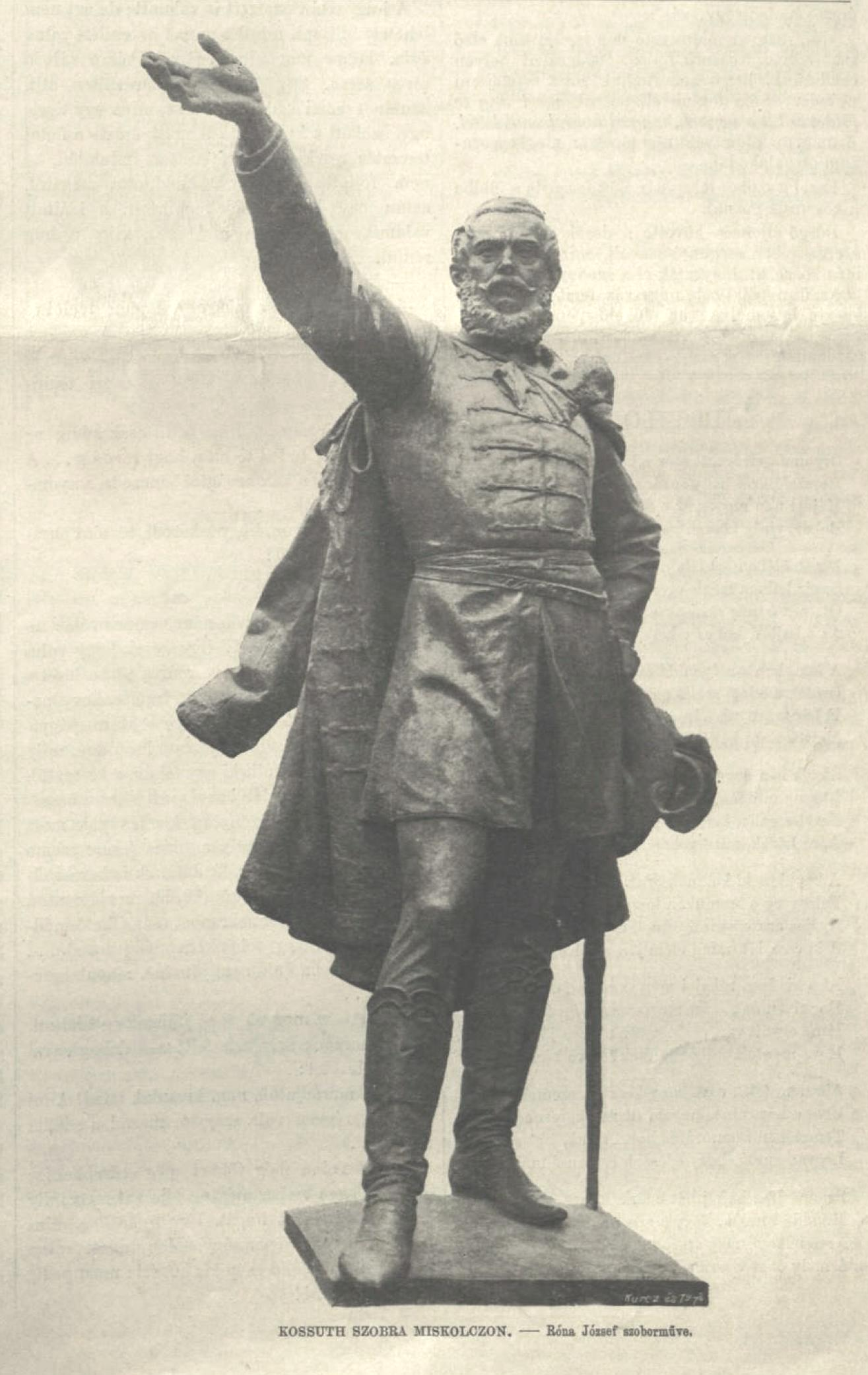
A szobor még talpazata nélkül
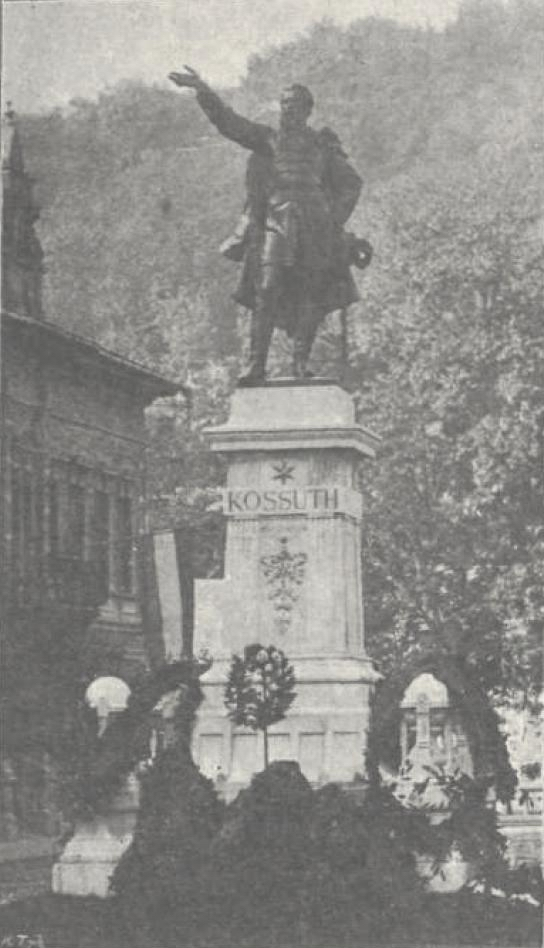
Magyarország első köztéri egész alakos Kossuth-szobra
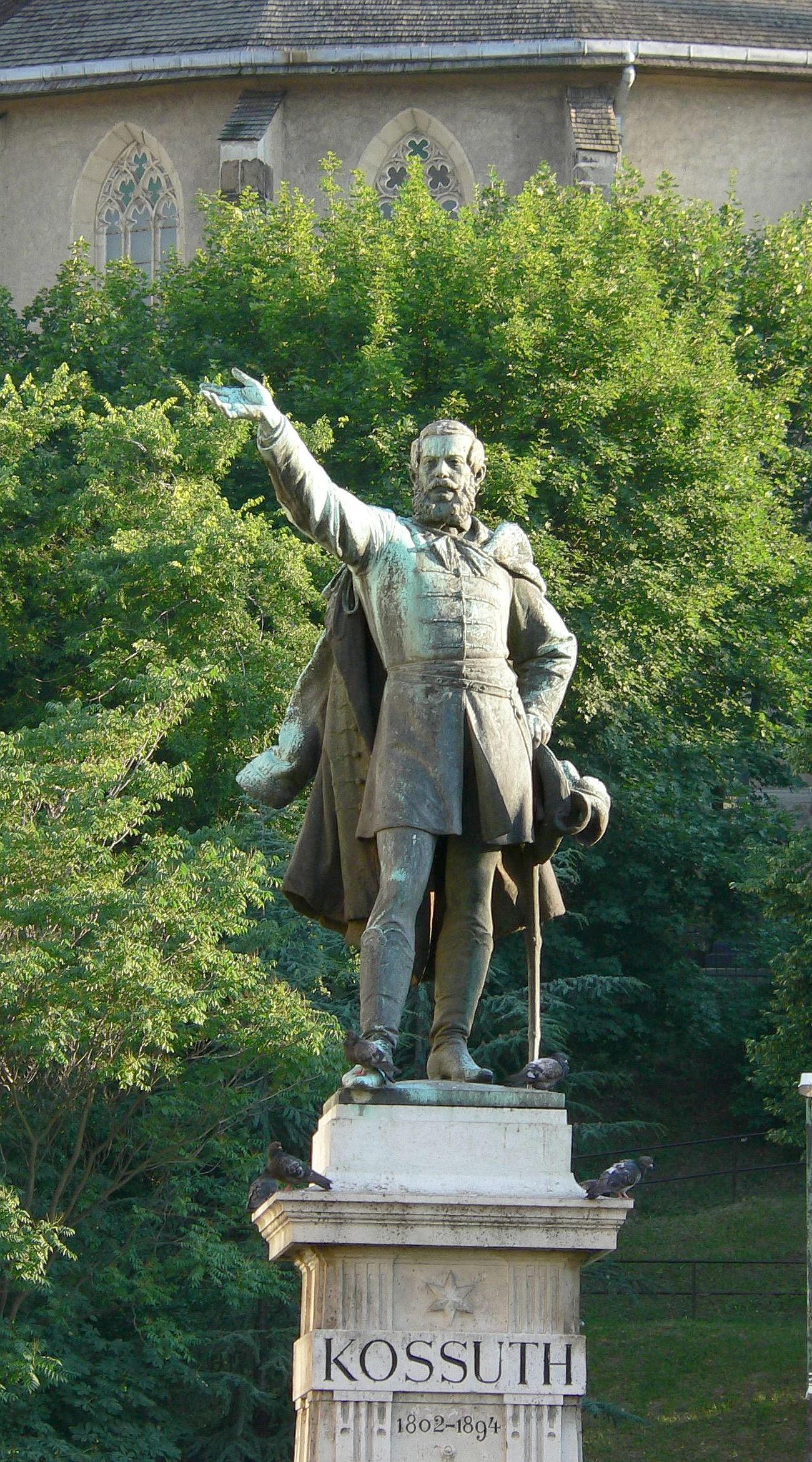
Kossuth szobra ma
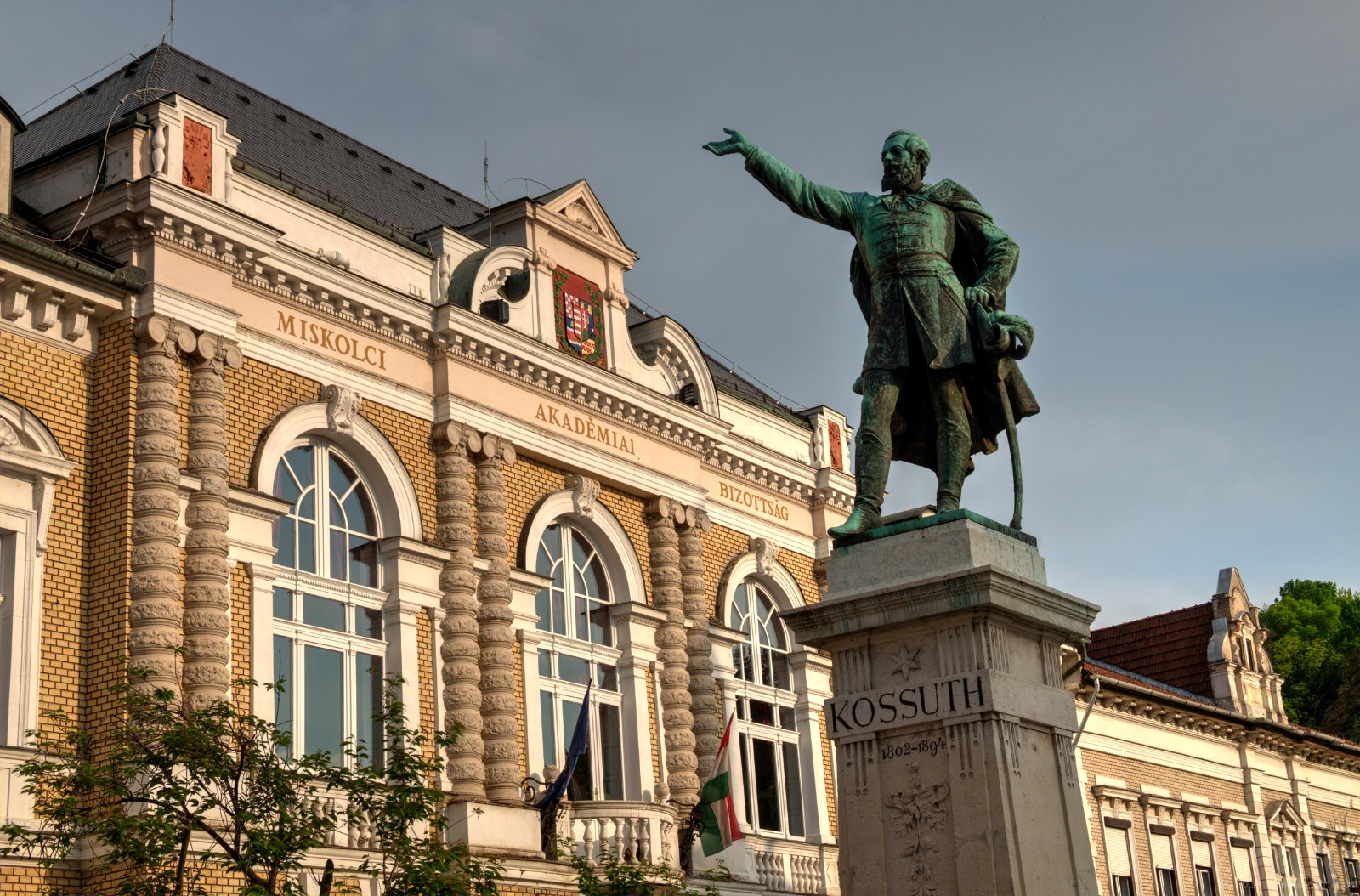
A szobor a MAB-székházzal a háttérben

## Épületei

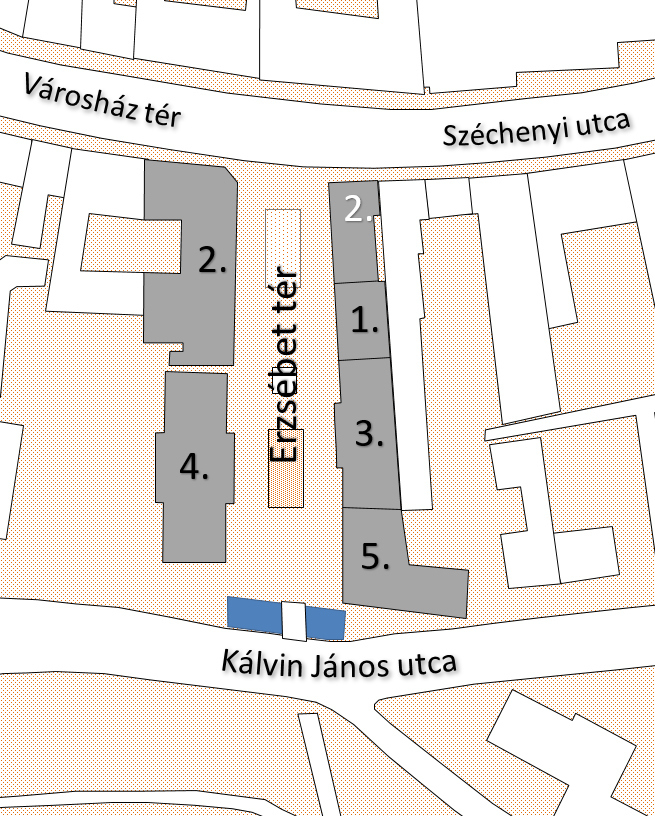
Az Erzsébet tér térképe

- Az Arany Szarvas Gyógyszertár (Erzsébet tér 2.) műemlék patika, a Széchenyi utca–Erzsébet tér sarkán. Egyike volt Miskolc két első patikájának, amelyek 1762-ben nyíltak meg. 1897-ben került mai épületébe. Nevét az aranyszarvasos cégérről kapta, melyet az első patikus, az Egerből Miskolcra költözött dr. Trangus Illés borsod vármegyei főorvos az egri kanonoktól kapott. A gyógyszertár 19. századvégi bútorzata változatlanul megmaradt.[12] A 2000-es évek elején tulajdonjogi viták miatt éveken át zárva tartott a gyógyszertár, végül 2004 végén ismét kinyitott.[13]
- Az Erzsébet fürdő (Erzsébet tér 4.) eklektikus stílusban épült 1892–1893 között. Uszodaként és gyógyfürdőként üzemelt, saját termálforrása van.[14] Jogi huzavonák miatt évek óta zárva tart, átalakítása folyamatban van.[15]
- A Steinfeld-ház (Széchenyi utca 2.) a tér keleti oldalának északi saroképülete, melyet a tizenkilencedik század végén épített fel Steinfeld Zsigmond a Szirmay család egykori kúriája helyén. Az eklektikus stílusú kétemeletes épület két homlokzatából a hosszabb a térre a rövidebb a „főutcára” néz. A földszinten egy kellemes kávézó várja az arra járó vendégeket.[16]
- A Pataky–Argay-ház (Erzsébet tér 1.) kétemeletes eklektikus épületét Pataky Sándor – a magyar királyi hadsereg századosa, Miskolc város rendőrkapitánya és a Ferenc József-rend kitüntetettje – építtette 1894-ben.[16]
- A Miskolci Akadémiai Bizottság székháza (Erzsébet tér 3.) 1896-ban épült a Kereskedelmi és Iparkamara részére, szintén eklektikus (neoreneszánsz) stílusban. 1920-ban 10 hónapig lengyel konzulátus működött az épületben.[17] 1945 után több intézmény (Megyei Tanács, II. Rákóczi Ferenc Megyei Könyvtár, Herman Ottó Múzeum) is használta. A Miskolci Akadémiai Bizottságnak 1979-es megalapítása óta székháza.[18]
- A Diószeghy-ház (Erzsébet tér 5.) 1880 és 1890 között épült korábbi, a tűzvész és az árvíz során megrongálódott épület alapjaira. Üzletként és lakóházként is funkcionált. A 20. század elejéről származó fényképeken homlokzata klasszicizáló eklektikus stílusú. Az 1930-as évekre a négyaxisos homlokzat egységét megtörte az átépítés, a bal oldali axisban bejáratot alakítottak ki, és a földszintet is átépítették. Utoljára 1989-ben alakították át a belső tereit.[4]

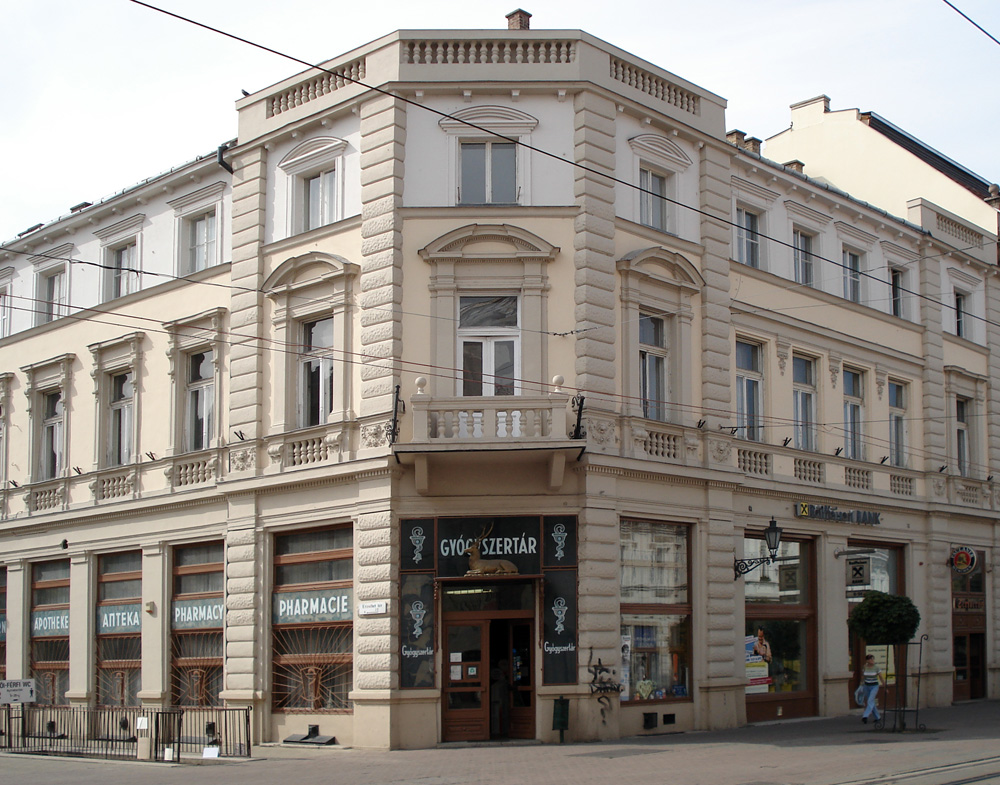
Az Arany Szarvas Gyógyszertár épülete
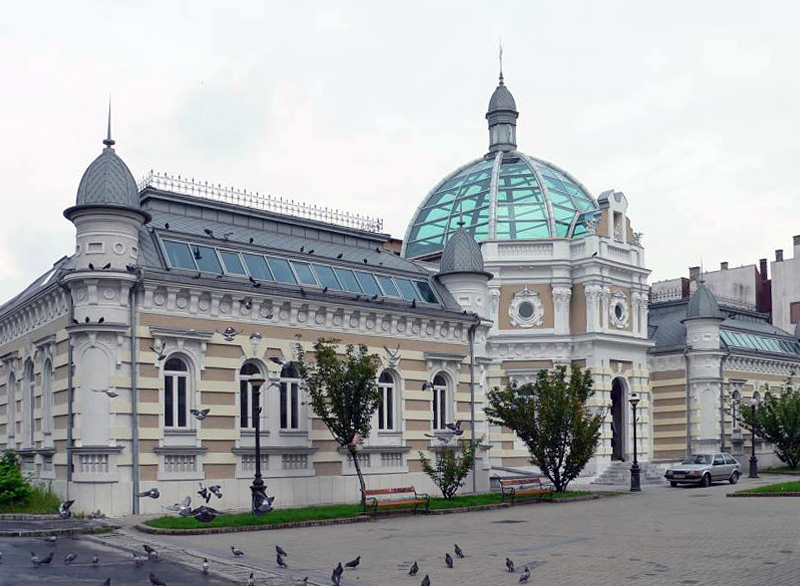
Az Erzsébet fürdő
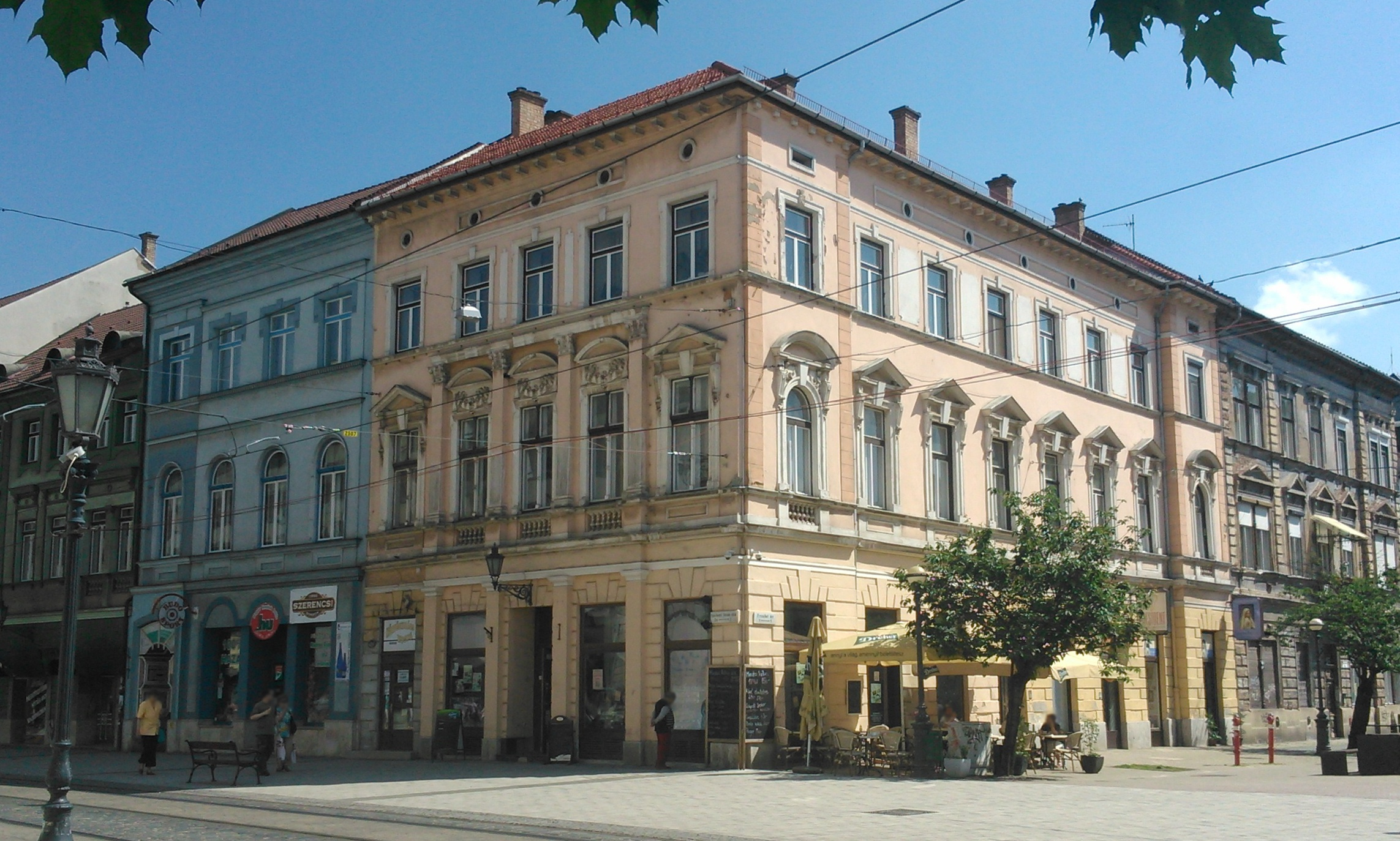
A Steinfeld-ház a Széchenyi utcára van számozva
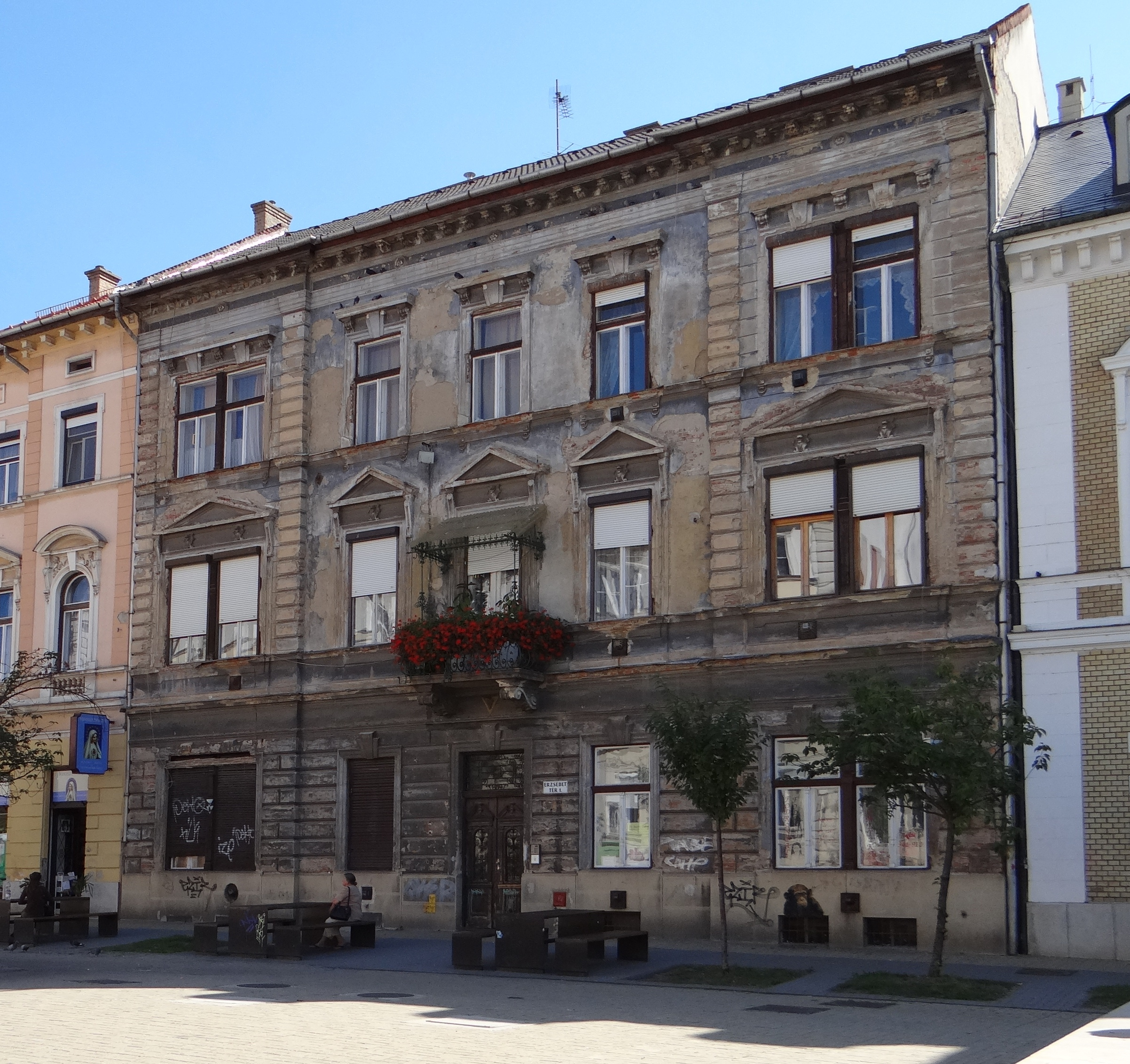
A Pataky–Argay-ház
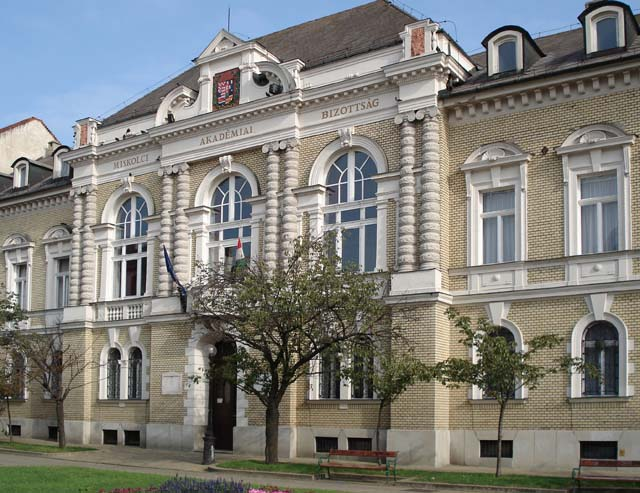
A Miskolci Akadémiai Bizottság épülete
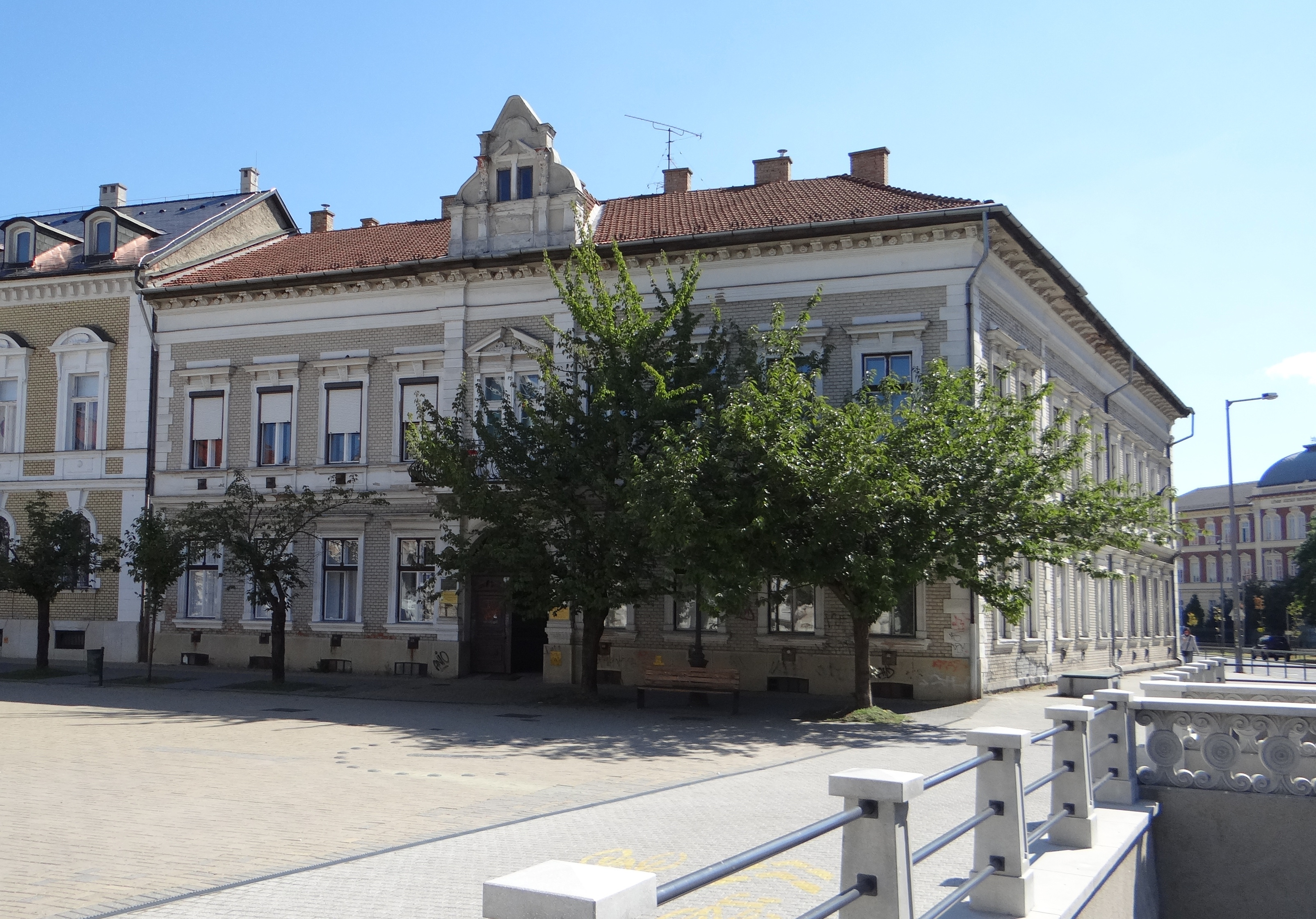
A Diószeghy-ház

## Érdekességek
- Az akadémiai székház homlokzatán látható magyar nagycímeren Dalmácia és Horvátország címerét tévedésből felcserélték.
- A tér Erzsébet magyar királyné nevét viseli, akinek a férje, I. Ferenc József annak idején halálra ítélte Kossuthot, és akinek szobrot emeltek a téren. Erzsébet királyné a másik történelmi személyiség, akinek először Miskolcon emeltek köztéri szobrot (a Népkertben).[19]
- Az Erzsébet fürdő üvegkupoláját, amellyel a korábbi bádogkupolát cserélték le, Viszlai József tervezte. Az ő műve a városban a Szinvapark bevásárlóközpont is, amelyben szintén nagy szerep jut az üvegnek, mint építőanyagnak.[15]
- Kossuth Lajos szobrát évtizedeken át egy magánember tisztította meg a március 15-i ünnepségek előtt, erről a helyi újság is írt cikket.

## Közlekedés
Az MVK Zrt. buszjáratai közül többnek megállója volt, melyek közül ma már csak a 21-es és a 101B jelzésű autóbusz érinti.
Korábban itt állt meg a 21A, 21B, 21T, 33-as, 36-os, 39-es autóbusz is. A 37-esnek viszont végállomásként szolgált (azonban megszűnése után a 36-os végállomása volt egy ideig).
Az 1-es, 1A és 2-es villamosjárat megáll a tér közelében, a Városház téren.